# NGC 7508
NGC 7508 est une vaste galaxie spirale relativement éloignée et située dans la constellation de Pégase. Sa vitesse par rapport au fond diffus cosmologique est de 11 636 ± 27 km/s, ce qui correspond à une distance de Hubble de 171,6 ± 12,0 Mpc (∼560 millions d'al). NGC 7508 a été découverte par l'astronome britannique John Herschel en 1825.
NGC 7508 présente une large raie HI.